# 요하난 벤 자카이

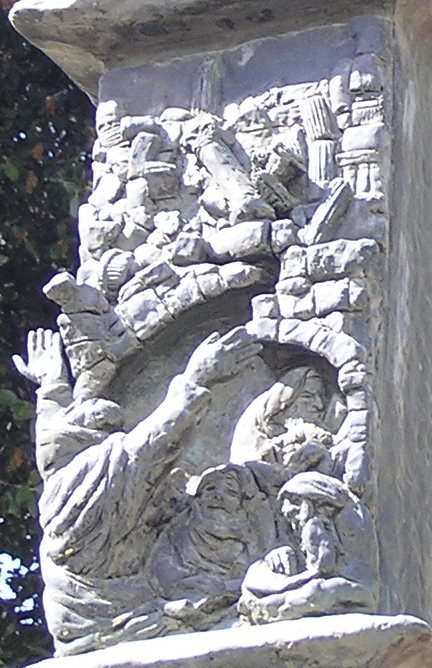

요하난 벤 자카이(영어 Yohanan ben Zakkai, 히브리어 יוחנן בן זכאי ,, 별칭 Johanan (son of) Zakkai, ריב״ז (Ribaz) 등)는 타나임(tannaim)의 한 사람이다. 제2성전 시대의 중요한 유대인이다. 무덤은 티베리아스(Tiberias)에 있다.(Tomb of Maimonides, Maimonides burial compound)